# Christmas Greetings
Christmas Greetings – studyjny album Binga Crosby’ego zawierający utwory o tematyce bożonarodzeniowej, wydany w 1949 roku przez Decca Records. W albumie gościnnie pojawiło się śpiewające trio The Andrews Sisters.

## Lista utworów
Piosenki znalazły się na 3-płytowym, 78-obrotowym albumie, Decca Album A-715.
Płyta pierwsza:
| 1. | „Here Comes Santa Claus” (z The Andrews Sisters)   | 3:00  |
|    |                                                    |       |
| 2. | „Twelve Days of Christmas” (z The Andrews Sisters) | 3:21  |
|    |                                                    |       |
|    |                                                    | 06:21 |
|    |                                                    |       |
Płyta druga:
| 1. | „You’re All I Want for Christmas” | 3:08  |
|    |                                   |       |
| 2. | „The First Noel”                  | 2:31  |
|    |                                   |       |
|    |                                   | 05:39 |
|    |                                   |       |
Płyta trzecia:
| 1. | „Christmas Carols – Part I (Deck the Halls, Away in a Manger, I Saw Three Ships)”                             | 3:22  |
|    | |       |
| 2. | „Christmas Carols – Part ll (Good King Wenceslas, We Three Kings of Orient Are Angels We Have Heard on High)” | 3:17  |
|    | |       |
|    | | 06:39 |
|    | |       |